# 26123 Hiroshiyoshida
26123 Hiroshiyoshida è un asteroide della fascia principale. Scoperto nel 1992, presenta un'orbita caratterizzata da un semiasse maggiore pari a 2,7573110 au e da un'eccentricità di 0,3534909, inclinata di 7,45975° rispetto all'eclittica.